# Búrszentpéter
Búrszentpéter (szlovákul Borský Peter, németül Bur-Sankt-Peter) Búrszentmiklós településrésze. 1975-ig önálló község Szlovákiában, a Nagyszombati kerületben, a Szenicei járásban, Szenicétől 16 km-re délnyugatra.

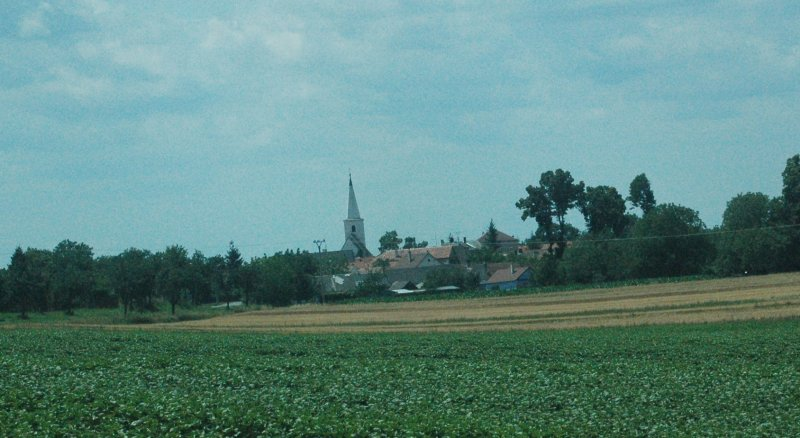
Búrszentpéter

## Története
1394-ben "Zenthpeter" néven a pozsonyi káptalan oklevelében említik először. A 16. században Éleskő uradalmához tartozott. A települést nem kerülték el a török rajtaütések és szenvedett a Rákóczi-szabadságharc alatt is. 1831-ben súlyos kolerajárvány pusztított a községben. Lakói szegények voltak, a férfiak napszámos munkákhoz szegődtek el, vagy messze földeken kendert árultak. A 19. században zömében sárral tapasztott szalmatetős házak álltak a településen.
Vályi András szerint "SZENT PÉTER. Búr Szent Péter. Falu Pozsony Várm. földes Ura a’ Fels. Tsászár, lakosai katolikusok, fekszik Búr Sz. Miklóshoz nem meszsze, és annak filiája; határja homokos, 2 nyomásbéli földgye leginkább gabonát, és kendert terem, mezeje, réttye elég van, szőleje nints, erdeje van, Miava vize nedvesíti, piatza Sassinban."
Fényes Elek szerint "Bur-Szent-Péter, tót falu, Poson vmegyében, ut. p. Sasvár. Számlál 1337 kath., 41 zsidó lak. Mind a két helységnek határja róna, rozs, kender termesztésre igen alkalmatos; legelőjük bőven, a lakosok szép szarvasmarhát, az uraság pedig sok juhot tart. Erdeje roppant s tele vadakkal; 9 fűrész és liszt malom. F. u. a csász. kir. család."
1910-ben 2911, túlnyomórészt szlovák lakosa volt. A trianoni békeszerződésig Pozsony vármegye Malackai járásához tartozott.
1925-ig a községnek önálló jegyzője volt, ekkor a jegyzőséget a szomszédos Búrszentmiklóshoz csatolták. 1926-ban két részre osztották a községet, Királymező nevű településrésze Sajdikhumenec néven levált róla.

## Nevezetességei
- Szent Péter és Pál apostolok tiszteletére szentelt római katolikus temploma 1540-ben épült.
- Szűz Mária kápolna.